# شريط وردي وأزرق

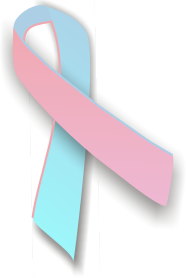

يعتبر الشريط الوردي و الأزرق كرمز لتعزيز ونشر :
- الوعي بشان العقم

- الوعي بشان فقدان الأطفال الرضع ، بما في ذلك متلازمة موت الرضيع الفجائي

- احياء ذكرى فقدان الحمل والرضيع والذي يكون في 15 أكتوبر في كل من كندا ، الولايات المتحدة، أستراليا والمملكة المتحدة.

- الوعي بشان تضيق بواب المعدة الطفلي

- الوعي بشان سرطان الثدي لدى الرجال

- خسارة ما قبل الولادة بما في ذلك الإجهاض والحمل خارج الرحم و ولادة جنين ميتا والولادة المبكرة

- الأمراض والعلل الخاصة بالرضع